# احمد شاغو
احمد شاغو (انگلیسی: Ahmed Chagou؛ زادهٔ ۲۷ نوامبر ۱۹۸۷) بازیکن فوتبال اهل مراکش است.
از باشگاه‌هایی که در آن بازی کرده‌است می‌توان به باشگاه فوتبال الرجا اشاره کرد.
وی همچنین در تیم ملی فوتبال مراکش بازی کرده‌است.